# Sanatori de Terrassa
L'antic Sanatori de Terrassa, o Hospital del Tòrax, és un edifici situat al municipi de Terrassa (Vallès Occidental) protegit com a bé cultural d'interès local, situat a la zona del Pla del Bonaire. Va ser una obra realitzada per l'arquitecte Mariano Morán y Fernández Cañedo l'any 1952, creada inicialment com a sanatori per a tuberculosos. Està situat en terrenys del Parc Agroforestal de Terrassa.
Després d'alguns canvis funcionals i d'anys d'abandonament, el 2014 va ser totalment rehabilitat com a Parc Audiovisual de Catalunya.

## Història
Va ser concebuda com una ciutat hospitalària pel Patronato Nacional Tuberculoso de la Direcció de Sanitat, dins del programa de propaganda del règim franquista. També va comptar amb el suport d'un grup de metges preocupats per l'extensió de la tuberculosi als anys 1940. L'Ajuntament de Terrassa va comprar 100.000 m² dels terrenys de Can Carbonell l'any 1944, i els va cedir al Patronato per al seu ús.
L'arquitecte Mariano Morán y Fernández Cañedo va projectar l'edifici l'any 1947 amb unes característiques d'una certa modernitat. No obstant això, la idea general es basava en una còpia dels hospitals sanatoris de l'Alemanya del segle xix, de forma que quan es va inaugurar, l'any 1952, l'edifici ja estava funcionalment obsolet.
El complex arquitectònic comprenia un teatre, un cinema, una biblioteca i una capella, entre altres serveis comuns, per tal que, ni els malalts, ni el personal que hi treballava, així com tampoc les monges encarregades de les cures, tinguessin la necessitat de marxar-ne, i així poder garantir un aïllament total de la malaltia.
Al llarg dels anys a l'edifici se li han fet diverses rehabilitacions, entre les quals destaquen el nou cromatisme de la façana, la retirada de les cobertes de teula àrab i planxa galvanitzada a quatre aigües, canvis a la capella, i la construcció d'un accés al cos principal del claustre per mitjà d'escales i ascensor.
L'any 1963 es va tancar com a sanatori dedicat exclusivament a la tuberculosi i l'any 1975 quan la tuberculosi no resultava una malaltia tan contagiosa pels avenços a la medicina i els malalts eren acceptats als hospitals generals, es va reconvertir en centre especialitzat també a altres malalties relacionades amb la cavitat toràcica. Va ser quan va canviar de nom per a denominar-se l'Hospital del Tòrax.
L'any 1991 es va fer una reforma a l'interior de l'edifici per a convertir-lo en "La Pineda", un centre habilitat per a malalts mentals, que es va mantenir actiu fins a l'any 2009.

## Edifici
L'edifici, de nou plantes, comptava amb 1600 llits i va ser projectat per Mariano Morán y Fernández-Cañedo (1947). Es va inaugurar el 8 de juny de 1952, pel dictador Francisco Franco, José Antonio Palanca (director general de sanitat) i Pere Matalonga, alcalde de Terrassa, amb el nom de Ciudad sanatorial de Tarrassa.
S'estructura a partir de diferents cossos que parteixen d'una plaça porticada. A l'ala sud hi ha una capella amb decoracions de mosaics realitzats pel taller de Santiago Padrós.
Alguns elements del conjunt estan catalogats al Pla Especial de Protecció del Patrimoni Històric-Arquitectònic-Ambiental de Terrassa (1986).
L'any 2010 es va realitzar una reforma parcial de l'edifici central, del claustre i de la capella.
Actualment aquest complex allotja el Parc Audiovisual de Catalunya - PAC i compta amb espais dedicats a la indústria cinematogràfica com platós, serveis de producció, etc; un clúster empresarial i el Centre de Conservació i Restauració de la Filmoteca de Catalunya.